# Felipe Drugovich
Felipe Drugovich Roncato (Maringá, 23 maggio 2000) è un pilota automobilistico brasiliano, vincitore nel 2018 dell'Euroformula Open e nel 2022 del Campionato FIA di Formula 2.
Dal novembre del 2022 è entrato nella Aston Martin Driver Academy dove ricopre il ruolo di terzo pilota e collaudatore per il team in Formula 1, prendendo parte a sette prove libere.

## Carriera

### Esordi
Dopo gli esordi nel karting, nel 2016 Drugovich passa alle monoposto, disputando il campionato Formula 4 ADAC con il team Neuhauser Racing. Nella sua stagione di debutto Drugovich ottiene un podio e la dodicesima posizione assoluta. L'anno seguente Drugovich viene ingaggiato dalla Van Amersfoort Racing, con la quale esordisce anche nel campionato italiano di F4 e nel campionato europeo di F3. Nel 2017 Drugovich esordisce anche nel campionato Euroformula Open con il team RP Motorsport; nella stagione successiva disputa l'intera stagione e domina il campionato, cogliendo 14 vittorie su 16 gare.

### Formula 3

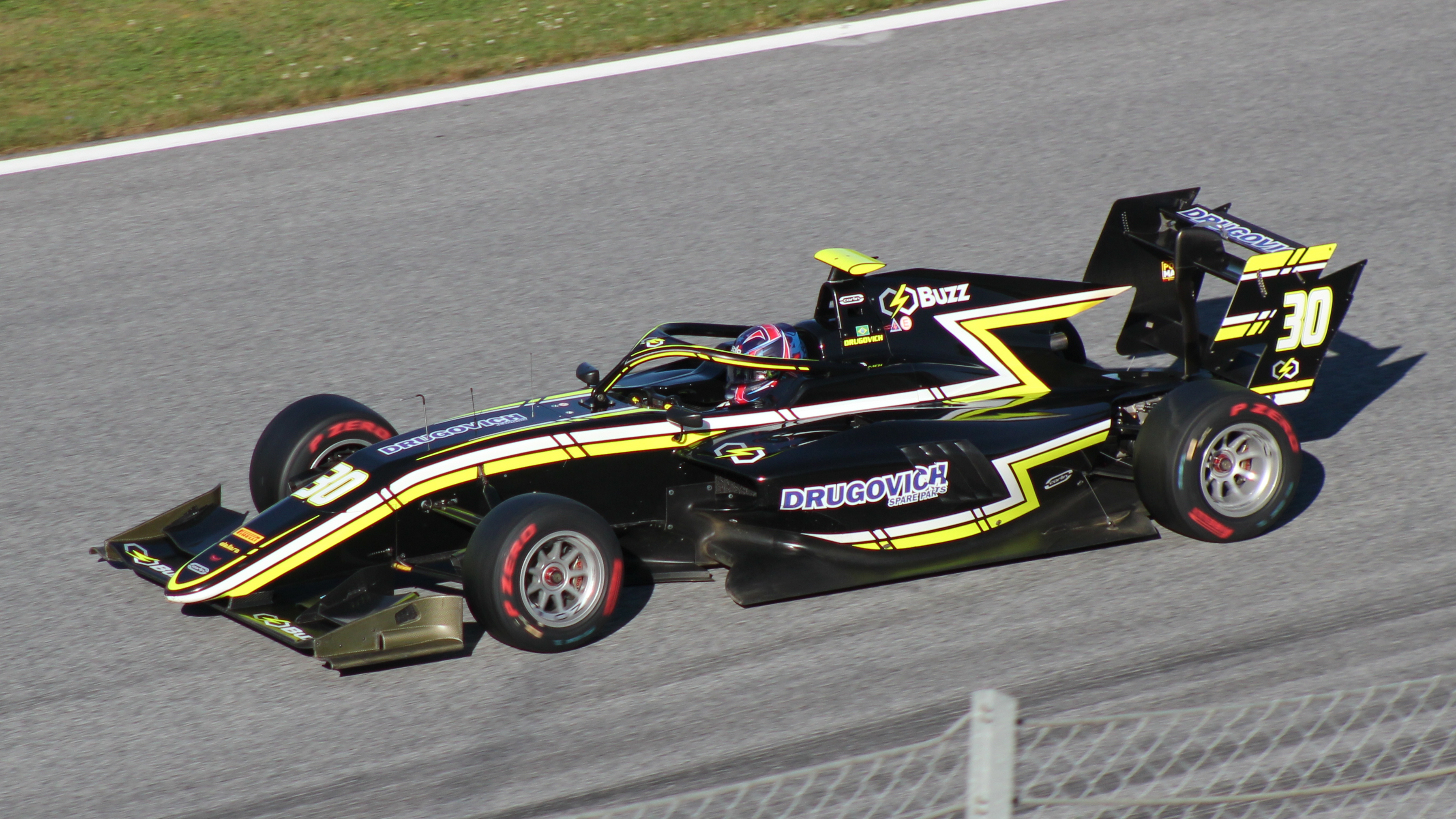
Drugovich in Formula 3.

Nel 2019 Drugovich prende parte al Campionato FIA di Formula 3 con il team Carlin Buzz Racing, al fianco di Teppei Natori e Logan Sargeant. Durante tutto l'arco del campionato fa segnare appena otto punti, con un sesto posto ottenuto all'Hungaroring come miglior risultato, chiudendo al sedicesimo posto in classifica piloti.

### Formula 2
Nel 2020 Drugovich passa al Campionato di Formula 2, ingaggiato dalla MP Motorsport. Coglie la prima vittoria nella categoria nella sprint race in Austria, nella quale segna anche il giro più veloce della gara. La seconda vittoria arriva nella Sprint Race di Barcellona, mentre il 28 novembre in Bahrain vince la sua prima Feature Race. Conclude il campionato in nona posizione, con tre vittorie e quattro podi.
Il 7 dicembre 2020 viene ufficializzato il suo passaggio dal team MP Motorsport al team UNI-Virtuosi Racing per la stagione 2021. Nella Sprint Race1 di Monaco Drugovich arriva secondo dietro al suo compagno di team Zhou Guanyu, conquistando cosi il suo primo podio della stagione. Sempre sul circuito di Monaco conquista il suo secondo podio, con un terzo posto dietro a Théo Pourchaire e Oscar Piastri. Durante il pre-gara della prima Sprint Race a Soči Drugovich si è schiantato frontalmente contro un muro di cemento, portato in ospedale è costretto a saltare anche la Feature Race il giorno successivo. Il brasiliano torna al podio nell’ultimo round ad Abu Dhabi, chiudendo gara 1 al secondo posto dietro a Jehan Daruvala  e terzo nella terza gara del weekend. Drugovich chiude così la stagione all'ottavo posto in classifica senza però tornare alla vittoria.

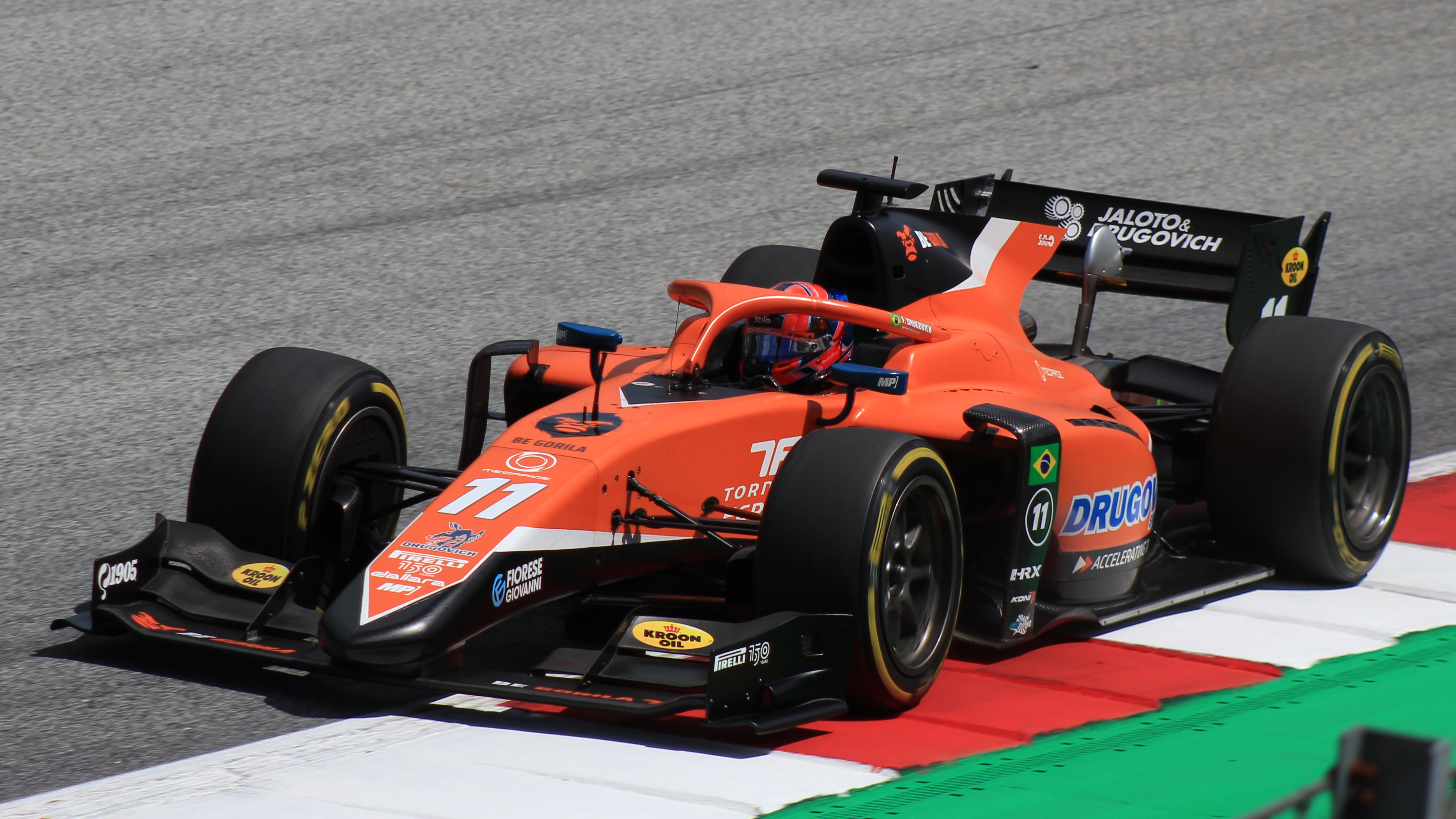
Drugovich con MP Motorsport nel 2022.

Drugovich ritorna con il team olandese MP Motorsport per la stagione 2022. Il pilota brasiliano torna nel team che lo ha fatto esordire nel 2020, opportunità di rilancio dopo la deludente esperienza con UNI-Virtuosi. A Jeddah conquista la sua seconda pole nella categoria, partito davanti vince la Feature Race davanti a Richard Verschoor. In Catalogna conquista la vittoria in entrambe le gare, consolidando la prima posizione in classifica generale. Sullo storico Circuito di Monte Carlo il brasiliano vince la sua quarta gara stagionale davanti a Théo Pourchaire. Nel resto della stagione conquista altri tre podi, due pole position e la vittoria nella Feature Race di Zandvoort. A Monza, nonostante il ritiro nella Sprint Race, vince il titolo con tre gare di anticipo. Nel ultimo round a Yas Marina Drugovic ottiene due podi e porta il team MP Motorsport a vincere la classifica costruttori.
Nel gennaio del 2023 partecipa per la prima volta alla Race of Champions, sia nella coppa singola che in quella a squadre con Thierry Neuville.

### Formula 1
Drugovich dopo la vittoria del Campionato di Formula 2 viene annunciato da Aston Martin come pilota di riserva per la stagione 2023 di Formula 1 e primo membro del suo programma di sviluppo per giovani piloti. Il brasiliano già dal 2022 avrà la possibilità di correre con la AMR22 nella prove libere del Gran Premio di Abu Dhabi e nei successivi test post stagionali. Per la stagione 2023 di Formula 1, Drugovich diventa pilota di riserva del team Aston Martin e del team McLaren. Pochi giorni prima dell'inizio dei test pre-stagionali il pilota ufficiale della Aston Martin Lance Stroll si infortuna durante un allenamento in bicicletta, ed è costretto a saltare i test pre-stagionali. La scuderia inglese decide dunque di chiamare Drugovich per prendere parte ai test in sostituzione del pilota canadese. Il pilota brasiliano torna in pista a guida di una Formula 1 durante le prove libere 1 del Gran Premio d'Italia sostituendo ancora una volta Stroll.
Sempre nel 2023 prende parte a Berlino dei Rookie della Formula E guidando per il team Maserati MSG Racing, nel giorno di test ottiene il miglior tempo. Viene richiamato dal team monegasco anche per i Rookie test di Roma, dove ottiene ancora il miglior tempo. Per la stagione 2024, Felipe viene confermato dal team britannico come pilota di riserva in F1, scende in pista nelle prove libere del Gran Premio di Città del Messico e del Gran Premio di Abu Dhabi con l'Aston Martin. In quell'anno torna anche a correre in Formula E durante i due Rookie Test stagionali. Nella stagione 2025 è ancora pilota di riserva per la Aston Martin con  cui partecipa alle prime prove libere del Gran Premio del Bahrein.

### Endurance
Nel 2024 entra nel team Vector Sport prendendo parte al suo primo campionato Endurance, l'European Le Mans Series dove dividerà l'Oreca 07 con Stéphane Richelmi e Ryan Cullen. Nello stesso anno prenderà parte alla 24 Ore di Le Mans con la Cadillac V-Series.R.
Nel 2025, Drugovich prenderà parte alla 24 Ore di Daytona con la V-Series.R al fianco di Earl Bamber, Frederik Vesti e Jack Aitken. 

## Risultati

### Riepilogo
| Stagione | Serie                            | Squadra               | Gare                        | Vittorie                    | Pole                        | Gpv                         | Podi                        | Punti                       | Pos.                        |
| -------- | -------------------------------- | --------------------- | --------------------------- | --------------------------- | --------------------------- | --------------------------- | --------------------------- | --------------------------- | --------------------------- |
| 2016     | Campionato F4 ADAC               | Neuhauser Racing      | 24                          | 0                           | 0                           | 0                           | 1                           | 79.5                        | 12º                         |
| 2016–17  | MRF Challenge Formula 2000       | MRF Racing            | 16                          | 1                           | 0                           | 0                           | 4                           | 167                         | 4º                          |
| 2017     | Campionato F4 ADAC               | Van Amersfoort Racing | 21                          | 7                           | 3                           | 6                           | 9                           | 236,5                       | 3º                          |
| 2017     | Campionato Italiano di Formula 4 | Van Amersfoort Racing | 6                           | 1                           | 1                           | 1                           | 2                           | 0                           | NC†                         |
| 2017     | F3 europea                       | Van Amersfoort Racing | 3                           | 0                           | 0                           | 0                           | 0                           | 0                           | NC†                         |
| 2017     | Euroformula Open                 | RP Motorsport         | 2                           | 1                           | 1                           | 0                           | 1                           | 0                           | NC†                         |
| 2017–18  | MRF Challenge Formula 2000       | MRF Racing            | 16                          | 10                          | 2                           | 5                           | 13                          | 337                         | 1º                          |
| 2018     | Euroformula Open                 | RP Motorsport         | 16                          | 14                          | 10                          | 10                          | 16                          | 405                         | 1º                          |
| 2018     | F3 spagnola                      | RP Motorsport         | 6                           | 5                           | 3                           | 4                           | 6                           | 157                         | 1º                          |
| 2018     | Pro Mazda Championship           | RP Motorsport         | 2                           | 0                           | 0                           | 0                           | 0                           | 31                          | 20º                         |
| 2019     | Formula 3                        | Carlin Buzz Racing    | 16                          | 0                           | 0                           | 0                           | 0                           | 8                           | 16º                         |
| 2019     | Gran Premio di Macao             | Carlin Buzz Racing    | 1                           | 0                           | 0                           | 0                           | 0                           | N/A                         | 24º                         |
| 2020     | Formula 2                        | MP Motorsport         | 24                          | 3                           | 1                           | 2                           | 4                           | 121                         | 9º                          |
| 2021     | Formula 2                        | UNI-Virtuosi          | 23                          | 0                           | 0                           | 0                           | 4                           | 105                         | 8º                          |
| 2022     | Formula 2                        | MP Motorsport         | 28                          | 5                           | 4                           | 3                           | 11                          | 265                         | 1º                          |
| 2023     | Formula 1                        | Aston Martin          | Terzo pilota / Collaudatore | Terzo pilota / Collaudatore | Terzo pilota / Collaudatore | Terzo pilota / Collaudatore | Terzo pilota / Collaudatore | Terzo pilota / Collaudatore | Terzo pilota / Collaudatore |
| 2024     | European Le Mans Series          | Vector Sport          | 3                           | 0                           | 0                           | 0                           | 1                           | 21                          | 16°                         |
| 2024     | Formula 1                        | Aston Martin          | Terzo pilota / Collaudatore | Terzo pilota / Collaudatore | Terzo pilota / Collaudatore | Terzo pilota / Collaudatore | Terzo pilota / Collaudatore | Terzo pilota / Collaudatore | Terzo pilota / Collaudatore |

* Stagione in corso.

† Drugovich non segnò punti in quanto pilota ospite.

### Risultati in Euroformula Open
(legenda) (Le gare in grassetto indicano la pole position) (Le gare in corsivo indicano Gpv)
| Stagione | Team          | 1   | 2   | 3   | 4   | 5   | 6   | 7   | 8   | 9   | 10  | 11  | 12  | 13  | 14  | 15  | 16  | Punti | Pos. |
| -------- | ------------- | --- | --- | --- | --- | --- | --- | --- | --- | --- | --- | --- | --- | --- | --- | --- | --- | ----- | ---- |
| 2018     | RP Motorsport | EST | EST | LEC | LEC | SPA | SPA | HUN | HUN | SIL | SIL | MNZ | MNZ | JER | JER | CAT | CAT | 405   | 1º   |
| 2018     | RP Motorsport | 1   | 2   | 1   | 1   | 1   | 1   | 1   | 1   | 1   | 2   | 1   | 1   | 1   | 1   | 1   | 1   | 405   | 1º   |

### Risultati in Formula 3
(legenda) (Le gare in grassetto indicano la pole position) (Le gare in corsivo indicano Gpv)
| Stagione | Team               | 1   | 2   | 3   | 4   | 5   | 6   | 7   | 8   | 9   | 10  | 11  | 12  | 13  | 14  | 15  | 16  | Punti | Pos. |
| -------- | ------------------ | --- | --- | --- | --- | --- | --- | --- | --- | --- | --- | --- | --- | --- | --- | --- | --- | ----- | ---- |
| 2019     | Carlin Buzz Racing | CAT | CAT | LEC | LEC | RBR | RBR | SIL | SIL | HUN | HUN | SPA | SPA | MNZ | MNZ | SOC | SOC | 8     | 16º  |
| 2019     | Carlin Buzz Racing | 11  | 10  | 19  | 10  | 12  | 14  | 13  | 10  | 6   | Rit | 18  | 9   | 16  | 12  | 25  | 15  | 8     | 16º  |

### Risultati in Formula 2
(legenda) (Le gare in grassetto indicano la pole position) (Le gare in corsivo indicano Gpv)
| Stagione | Team          | 1   | 2   | 3   | 4   | 5   | 6   | 7    | 8    | 9    | 10   | 11  | 12  | 13  | 14  | 15  | 16  | 17  | 18  | 19  | 20  | 21   | 22   | 23   | 24   | 25  | 26  | 27  | 28  | Punti | Pos. |
| -------- | ------------- | --- | --- | --- | --- | --- | --- | ---- | ---- | ---- | ---- | --- | --- | --- | --- | --- | --- | --- | --- | --- | --- | ---- | ---- | ---- | ---- | --- | --- | --- | --- | ----- | ---- |
| 2020     | MP Motorsport | RBR | RBR | RBR | RBR | HUN | HUN | SIL1 | SIL1 | SIL2 | SIL2 | CAT | CAT | SPA | SPA | MNZ | MNZ | MUG | MUG | SOC | SOC | SAK1 | SAK1 | SAK2 | SAK2 |     |     |     |     | 121   | 9º   |
| 2020     | MP Motorsport | 8   | 1   | 13  | 13  | 5   | 16  | 7    | 6    | 10   | 12   | 7   | 1   | SQ  | 13  | 16  | Rit | 4   | 15  | Rit | 20  | 1    | 8    | 3    | 8    |     |     |     |     | 121   | 9º   |
| 2021     | UNI-Virtuosi  | BHR | BHR | BHR | MON | MON | MON | BAK  | BAK  | BAK  | SIL  | SIL | SIL | MNZ | MNZ | MNZ | SOC | SOC | SOC | JED | JED | JED  | YMC  | YMC  | YMC  |     |     |     |     | 105   | 8°   |
| 2021     | UNI-Virtuosi  | 16  | 14  | 9   | 2   | 14  | 3   | 14   | 10   | 4    | 4    | 7   | 6   | Rit | 17  | 13  | Rit | C   | Rit | 4   | 10  | 5    | 2    | 5    | 3    |     |     |     |     | 105   | 8°   |
| 2022     | MP Motorsport | BHR | BHR | JED | JED | IMO | IMO | CAT  | CAT  | MON  | MON  | BAK | BAK | SIL | SIL | RBR | RBR | PAU | PAU | HUN | HUN | SPA  | SPA  | ZAN  | ZAN  | MNZ | MNZ | YMC | YMC | 265   | 1°   |
| 2022     | MP Motorsport | 5   | 6   | 3   | 1   | 5   | 10  | 1    | 1    | Rit  | 1    | 5   | 3   | 5   | 4   | 4   | 13  | 3   | 4   | 4   | 9   | 4    | 2    | 10   | 1    | Rit | 6   | 3   | 2   | 265   | 1°   |

### Risultati in Formula 1
| 2022 | Scuderia     | Vettura |  |  |  |  |  |  |  |  |  |  |  |  |  |  |  |  |  |  |  |  |  |    |  |  | Punti | Pos. |
| ---- | ------------ | ------- |  |  |  |  |  |  |  |  |  |  |  |  |  |  |  |  |  |  |  |  |  | -- |  |  | ----- | ---- |
| 2022 | Aston Martin | AMR22   |  |  |  |  |  |  |  |  |  |  |  |  |  |  |  |  |  |  |  |  |  | SP |  |  |       |      |

| 2023 | Scuderia     | Vettura |  |  |  |  |  |  |  |  |  |  |  |  |  |    |  |  |  |  |  |  |  |    |  |  | Punti | Pos. |
| ---- | ------------ | ------- |  |  |  |  |  |  |  |  |  |  |  |  |  | -- |  |  |  |  |  |  |  | -- |  |  | ----- | ---- |
| 2023 | Aston Martin | AMR23   |  |  |  |  |  |  |  |  |  |  |  |  |  | SP |  |  |  |  |  |  |  | SP |  |  |       |      |

| 2024 | Scuderia     | Vettura |  |  |  |  |  |  |  |  |  |  |  |  |  |  |  |  |  |  |  |    |  |  |  |    | Punti | Pos. |
| ---- | ------------ | ------- |  |  |  |  |  |  |  |  |  |  |  |  |  |  |  |  |  |  |  | -- |  |  |  | -- | ----- | ---- |
| 2024 | Aston Martin | AMR24   |  |  |  |  |  |  |  |  |  |  |  |  |  |  |  |  |  |  |  | SP |  |  |  | SP |       |      |

| 2025 | Scuderia     | Vettura |  |  |  |    |  |  |  |  |  |  |  |  |  |    |  |  |  |  |  |  |  |  |  |  | Punti | Pos. |
| ---- | ------------ | ------- |  |  |  | -- |  |  |  |  |  |  |  |  |  | -- |  |  |  |  |  |  |  |  |  |  | ----- | ---- |
| 2025 | Aston Martin | AMR25   |  |  |  | SP |  |  |  |  |  |  |  |  |  | SP |  |  |  |  |  |  |  |  |  |  |       |      |

| Legenda | 1º posto     | 2º posto | 3º posto    | A punti         | Senza punti/Non class.  | Grassetto – Pole position Corsivo – Giro più veloce Apice – Risultato Sprint (A punti) |
| Legenda | Squalificato | Ritirato | Non partito | Non qualificato | Solo prove/Terzo pilota | Grassetto – Pole position Corsivo – Giro più veloce Apice – Risultato Sprint (A punti) |

### Risultati nell'ELMS
| Anno    | Squadra      | Classe | Vettura  | BAR | LEC | IMO | SPA | MUG | ALG | Punti | Pos. |
| ------- | ------------ | ------ | -------- | --- | --- | --- | --- | --- | --- | ----- | ---- |
| 2024    | Vector Sport | LMP2   | Oreca 07 | 10  | 10  | 3   | 8   |     | Rit | 21    | 16°  |
| Legenda |              |        |          |     |     |     |     |     |     |       |      |

*Stagione in corso.

### 24 Ore di Le Mans
| Anno | Team                   | Co-piloti                  | Auto            | Classe   | Giri | Pos. | Class Pos. |
| ---- | ---------------------- | -------------------------- | --------------- | -------- | ---- | ---- | ---------- |
| 2024 | Whelen Cadillac Racing | Pipo Derani Jack Aitken    | Cadillac V-LMDh | Hypercar | 311  | 29°  | 15°        |
| 2025 | Whelen Cadillac Racing | Frederik Vesti Jack Aitken | Cadillac V-LMDh | Hypercar | 247  | Rit  | Rit        |

### 24 Ore di Daytona
| Anno | Team            | Co-piloti                              | Auto            | Classe | Giri | Pos. | Class Pos. |
| ---- | --------------- | -------------------------------------- | --------------- | ------ | ---- | ---- | ---------- |
| 2025 | Cadillac Whelen | Earl Bamber Jack Aitken Frederik Vesti | Cadillac V-LMDh | GTP    | 311  | 15°  | 9°         |